# Shefqet Peçi
Shefqet Peçi (ur. 30 czerwca 1906 w Picarze, zm. 22 października 1995) – albański poeta i pisarz, minister łączności Albanii w latach 1949–1951, następnie minister ds. węgla w latach 1951–1953. Był jednym z najbardziej zaufanych ludzi Envera Hodży, Mehmeta Shehu i Hysniego Kapo.

## Życiorys
W latach 20. XX wieku był oficerem albańskiej armii, jednak po działalności przeciwko Ahmedowi Zogu, Peçi został skazany na karę więzienia i zwolniono go z armii.
Podczas II wojny światowej walczył przeciwko okupacji włoskiej; przewodniczył wtedy ruchowi studenckiemu w Elbasanie. W 1942 roku został dowódcą partyzanckich oddziałów Armii Narodowo-Wyzwoleńczej. W tym czasie, dnia 26 września 1944 roku, rozstrzelał 21 mieszkańców wioski Buzëmadhe; ofiarami byli wyłącznie mężczyźni w przedziale wiekowym 19-53 lat.
W 1947 roku podpisał dyrektywę dotyczącą aresztowania parlamentarzystów opozycyjnych wobec władzy Envera Hodży. Do 1991 roku był deputowanym z ramienia Albańskiej Partii Pracy, w tym roku oskarżono go o ludobójstwo. W latach 1970–1982 został wybrany wiceprzewodniczącym Zgromadzenia Albanii.
13 lutego 1995 roku, na mocy dekretu wydanego tego dnia przez prezydenta Albanii Saliego Berishę, Peçi został pozbawiony tytułu bohatera narodowego, który uzyskał podczas władzy Envera Hodży. 11 października tego roku został aresztowany za zbrodnie popełnione w Buzëmadhe. Zmarł 11 dni później w więziennym szpitalu w Tiranie.